# Соколов, Валентин Владимирович
Валентин Владимирович Соколов (7 октября 1925 — 4 ноября 2020, Ижевск) — советский хозяйственный, государственный и политический деятель, доктор сельскохозяйственных наук, профессор.

## Биография
Родился в 1925 году в селе Парфеньево.
Участник Великой Отечественной войны, командир стрелкового взвода комендантской роты штаба 70-го стрелкового корпуса.
Соколов Валентин Владимирович — доктор сельскохозяйственных наук, профессор, академик Российской Академии Естествознания (с 1998 г.), председатель Удмуртского республиканского отделения РАЕ (с 1995 г.). По его представлению 85 членов республиканского отделения удостоены учёного звания профессора РАЕ.
В 1954 г. В. В. Соколов с отличием закончил Московский зоотехнический институт коневодства и рекомендован в очную аспирантуру, которую проходил в ИжСХИ (ныне Ижевская ГСХА). В 1962 г. защитил кандидатскую диссертацию и назначается директором Удмуртской республиканской сельскохозяйственной опытной станции. В 1981 г. в Кубанском аграрном университете защитил докторскую диссертацию.
Область научных интересов — технологические и селекционные работы с использованием ЭВМ, проектные, конструкторские и экономические разработки и исследования в области ихтиологии.
С 1955 по 1961 гг. жил, работал и проводил исследования по овцеводству в колхозе «Двигатель» Удмуртской Республики. В 1961 г. В. В. Соколов назначается заместителем Министра сельского хозяйства по животноводству. В 1970 г. избирается депутатом Верховного Совета СССР, а в 1971 г. депутатом Верховного Совета Удмуртской Республики и назначается первым заместителем Председателя Совета Министров Удмуртской Республики. В 1974 г. он переходит на работу в Удмуртский государственный университет, где работает в качестве заведующего кафедрой технологии сельскохозяйственного производства. В 1986 г. по конкурсу избирается заведующим кафедрой частного животноводства Ижевского сельскохозяйственного института. В настоящее время профессор этой кафедры. Под его руководством выполнены и защищены две докторские и 12 кандидатских диссертаций. Работая в вузах, В. В. Соколов являлся длительное время руководителем селекционно-племенной работой в ведущем племенном заводе страны «Москаленский» Омской области (40 тыс. овец). В течение 10 лет он являлся научным руководителем МПП «Руно». Более 20 лет был председателем научно-технического Совета по животноводству при МСХ Удмуртской Республики и Удмуртского отделения Всесоюзного общества генетиков и селекционеров им. Н. И. Вавилова.
Приказом МСХ СССР в Ижевском сельскохозяйственном институте организуется отраслевая научно-исследовательская лаборатория по овцеводству (единственная в вузах страны), руководителем которой был назначен В. В. Соколов. Отраслевой лабораторией совместно с институтом «Нечерноагротехпроект» были разработаны проекты трёх механизированных овчарен на 750 маток с приплодом и проекты овчарен на 50 и 100 маток с приплодом для фермерских хозяйств (мясошерстного и романовского овцеводства). В настоящее время разработанная технология рекомендована для внедрения в производство в хозяйствах Нечернозёмной зоны, Урала и Западной Сибири. По заключению ВНИОК данная технология обладает новизной, теоретически обоснована, соответствует мировому уровню и широко апробирована. В. В. Соколовым совместно с профессором А. Н. Ульяновым была разработана гребёнка высокого среза шерсти. Гребёнка прошла успешные испытания на МИС г. Зерноград Ростовской области. В 1994 г. В. В. Соколов избирается академиком Международной Академии Информатизации. В настоящее время он заместитель диссертационного совета Ижевской ГСХА по специальности 06.02.04.
Умер 4 ноября 2020 года.

## Научные труды
Соколов В. В. автор 40 книг, более 200 научных и 50-ти учебно-методических разработок. Основные научные работы: (в соавторстве) Мировое овцеводство. — Федеральная программа. — 1994.; Козоводство. Учебник для высших учебных заведений. — Москва, 2001. Завершена работа и подготовлена к изданию книга «Мировой генофонд овец и коз».

## Награды и звания
Валентин Владимирович — Заслуженный деятель науки РФ (1995 г.) и Удмуртской Республики (1989 г.). За разработку и освоение интенсивной технологии производства продуктов овцеводства в нечернозёмной зоне России в 2002 г. был удостоен Государственной премии Удмуртской Республики. Ранее был удостоен больших золотых медалей ВДНХ и ВВЦ, награждён Орденом Ленина и Знаком Почёта. В. В. Соколов за участие в Великой Отечественной войне награждён двумя орденами Отечественной войны, орденом Красной Звезды, медалью «За отвагу» и другими медалями.
- Орден Отечественной войны II с.,
- Орден Красной Звезды,
- Медаль «За отвагу»,
- Фронтовые медали.
- Орден LABORE ET SCIENTIA (ТРУДОМ И ЗНАНИЕМ)
- Почётное звание «Заслуженный деятель науки и образования» РАЕ
- Почётное звание «Основатель научной школы»